# Península de San Juan
Die Península de San Juan, wörtlich übersetzt Halbinsel des Heiligen Johannes, ist eine Halbinsel an der Küste Asturiens in Spanien in der Nähe der Stadt Avilés. Die Halbinsel liegt grob umrissen zwischen der Ria de Aviles, einer Trichtermündung mit starken Gezeiten, und der Playa de Xagó, einem der größten Strände Asturiens.
Die Halbinsel ist mit dem Berg Alto de Bascon bis zu 75 m ü NN hoch. Einzige größere Ortschaft ist das Dorf Nieva ganz im Osten, quasi am Isthmus der Halbinsel.
Sie ist vom Kap Punta de la Forcade ganz im Westen bis zum Ostrand von Nueva knapp zwei Kilometer lang und von Norden nach Süden bis zu einem Kilometer breit. Im Süden im Bereich der Mündung der Ria liegt ein kleiner Sandstrand, die Playa de Arañón.

Übersichtskarte der Halbinsel